# Dentamussium obliteratum
Dentamussium obliteratum is een tweekleppigensoort uit de familie van de Pectinidae. De wetenschappelijke naam van de soort werd voor het eerst geldig gepubliceerd in 1758 door Carl Linnaeus.